# Lato (geometria)
Il lato, nella geometria piana, è ognuno dei segmenti che delimitano un poligono. Essendo il poligono definito da una spezzata chiusa, i segmenti che compongono la spezzata chiusa sono detti lati del poligono. Il lato è anche ciascuna delle semirette che delimitano un angolo. Per esempio in un quadrato esistono quattro lati, cioè quattro segmenti che lo delimitano.

## Posizioni reciproche di due lati in un poligono
- Due lati si dicono consecutivi se sono segmenti consecutivi e appartengono allo stesso poligono. Dalla definizione di poligono e di spezzata chiusa, si deduce che ogni lato ha due e solo due lati consecutivi.

- Due lati distinti e non consecutivi si dicono anche opposti[in contraddizione con la sezione "Lato opposto"].

Siccome ogni lato ha due lati ad esso consecutivi, il numero di lati opposti sarà uguale al totale dei lati meno 3 (il lato stesso più i due consecutivi). 
Indicando con n il totale dei lati di un poligono, i lati opposti a uno dato sono {\displaystyle n-3}.

## Congruenza dei lati
Nel triangolo, la congruenza dei tre lati dà il nome di equilatero al triangolo. Se solo due sono congruenti, ci troviamo di fronte a un triangolo isoscele, se sono tutti diversi, il triangolo è scaleno. Medesima classificazione per i trapezi che non hanno la classificazione di equilatero.

## Nomenclatura relativa ai lati
In un triangolo rettangolo il lato maggiore dei tre prende il nome di ipotenusa e i restanti due prendono il nome di cateti. La somma della lunghezza dei lati di un poligono è detta perimetro del poligono stesso.

## Lato opposto
Con riferimento al triangolo Il concetto di lato opposto a un vertice è il lato che non concorre a delimitarlo. Per estensione ricadono sotto questa denominazione anche i prolungamenti dello stesso lato. Essendo convenzionalmente i vertici indicati come A, B e C, i relativi lati opposti sono indicati con le lettere minuscole a, b e c. 
Più in generale il lato opposto a un vertice in tutti i poligoni non intrecciati con numero di lati n dispari è il lato che "dista" dal vertice (n - 1)/2 segmenti. Nei casi di n pari il lato opposto a un lato assegnato è separato da quest'ultimo da (n - 2)/2 segmenti.